# Corps astral (X-Files)
Corps astral (The Walk) est le 7e épisode de la saison 3 de la série télévisée X-Files. Dans cet épisode, Mulder et Scully enquêtent sur des faits étranges dans un hôpital militaire.

## Résumé
Dans un hôpital d'anciens combattants de Fort Evanston, Maryland, le lieutenant-colonel Victor Stans fait, pour la troisième fois, une tentative de suicide mais une présence invisible le sauve. Il est néanmoins gravement brûlé. Lorsque Mulder et Scully viennent interroger Stans, celui-ci leur apprend que sa femme et son enfant sont morts dans un incendie déclenché par une force invisible qui ne le laisse pas mourir. Mulder et Scully n'ayant pas d'autorisation, leur entretien avec Stans est interrompu par le capitaine Janet Draper. Le général Thomas Callahan, responsable de l'hôpital, est peu coopératif avec les deux agents. Plus tard, Draper est noyée par une force invisible.

## Distribution
- David Duchovny : Fox Mulder
- Gillian Anderson : Dana Scully
- Thomas Kopache : le général Thomas Callahan
- Willie Garson : Quinton Freely
- Don Thompson : le lieutenant-colonel Victor Stans
- Nancy Sorel : le capitaine Janet Draper
- Ian Tracey : le sergent Leonard Trimble

## Accueil

### Audiences
Lors de sa première diffusion aux États-Unis, l'épisode réalise un score de 10,4 sur l'échelle de Nielsen, avec 18 % de parts de marché, et est regardé par 15,91 millions de téléspectateurs.

### Critique
L'épisode recueille des critiques globalement favorables. John Keegan, du site Critical Myth, lui donne la note de 8/10. Sarah Stegall, du site Munchkyn Zone, lui donne la note de 4/5. Dans leur livre sur la série, Robert Shearman et Lars Pearson lui donnent la note de 3,5/5. Todd VanDerWerff, du site The A.V. Club, lui donne la note de B. Le site Le Monde des Avengers lui donne la note de 3/4. Paula Vitaris, de Cinefantastique, lui donne la note de 2,5/4. Le magazine Entertainment Weekly lui donne la note de C.